# Tayibe
Tayibe (en hebreo: טייבה y en árabe: الطـّيـّبة), en ocasiones escrito Taybeh o Tayiba, es una ciudad árabe del Distrito Central de Israel, a 12 kilómetros al este de Kfar Saba y a unos 34 kilómetros al noreste de Tel Aviv. Parte de la región del Triángulo, en 2015 tenía una población de 40 941 habitantes.

## Etimología
Tayibe quiere decir “la buena” o “la benevolente” en árabe. Se trata de un topónimo bastante común en la zona de Oriente Próximo, como demuestran las ciudades de Taybeh (cerca de Ramala, en Palestina), Taibe (en Galilea, Israel), at-Tayba (cerca de Yenín, en Palestina), Tayibe (en Líbano) y Taybat al-Imam (en Siria), entre otras. 

## Historia
Una aldea llamada Tayyibat al-Ism se encontraba en la lista de tierras concedidas por el sultán Baibars a sus emires en el año 663 de la Hégira (1265-1266 d. C.), unos cinco siglos después de la conquista musulmana de Palestina. Durante el dominio mameluco, el nombre de la aldea aparecía en los documentos oficiales en relación con el waqf de la mezquita de Hebrón.

### Época Otomana
Durante la época de dominio otomano en Palestina, el registro de impuestos (daftar) de 1596 muestra que la aldea se encontraba bajo la administración de la nahiya de Bani Sab. Contaba con una población de 50 familias (khana) y 5 solteros, todos ellos musulmanes, que pagaban impuestos por trigo, cebada, cultivos de verano (en los que se incluía melones, alubias y verduras entre otros), olivos, colmenas y cabras. Pierre Jacotin denominó a la aldea Taibeh en su mapa de 1799.
El explorador francés Victor Guérin la citó como una aldea al sur de Fardisya, mientras que el Estudio de Palestina Occidental de finales del siglo XIX describió a Tayibe como “una gran aldea dispersa al final de una cuesta, principalmente construida de piedra. Tiene cisternas que la proveen de agua y está rodeada de olivos”.

### Mandato Británico de Palestina
En el censo de Palestina de 1922, Tayibe aparecía con el nombre de “Taibeh” y tenía una población de 2350 habitantes, todos ellos musulmanes, que se incrementó hasta los 2944 habitantes del censo de 1931, todavía todos musulmanes, que vivían en 658 casas. Puede que el recuento incluyese a dos tribus beduinas cercanas.
En 1945 la población era de 4290 habitantes, todos ellos musulmanes, con una superficie total de 32 750 dunams (32,75 kilómetros cuadrados), según un estudio oficial de tierra y población que incluía algunas comunidades árabes cercanas. De estos dunams, 559 estaban dedicadas al cultivo de cítricos y plátanos, 3180 eran plantaciones y tierra regable, 23 460 se usaban para cultivar cereales y, por último, 281 estaban clasificados como terreno urbanizable.

### Estado de Israel
Fuerzas israelíes capturaron las tierras de Tayibe durante la guerra árabe-israelí de 1948, aunque no la ciudad en sí. Tayibe se transfirió a Israel como parte del acuerdo de alto el fuego con Jordania. Según David Gilmour, “los habitantes se enfurecieron por la facilidad con que Abdullah I de Jordania los entregó a Israel, pero les tranquilizó saber que su aldea y sus tierras se reunificarían. Sin embargo, la Ley de Adquisición de Propiedad Ausente, que fue aprobada por el Knéset en 1950 con valor retroactivo, estaba especialmente diseñada para ocuparse de casos como este. Aunque no se habían movido de su aldea, los habitantes fueron declarados “ausentes” y sus tierras “propiedad abandonada”. Según los habitantes de Tayibe, perdieron unas 3237,48 hectáreas de las 4451,54 que conformaban la superficie municipal."
Tayibe consiguió el estatus de municipio en 1952, y en 1990 fue declarada ciudad.

## Demografía
Según la Oficina Central de Estadísticas de Israel (CBS), la composición étnica de la ciudad en 2001 era 100 % árabe y 99,7 % musulmana. En 2001 había 15 100 hombres y 14 500 mujeres. El 47,5 % de la población era menor de 20 años, el 17,4 % se hallaba entre los 20 y los 29 años, el 20,3 % estaba en la franja de edad entre 30 y 44 años, el 9,6 % era mayor de 44 y menor de 60, el 2 % se encontraba entre los 60 y los 64, y el 3,3 % tenía más de 64 años de edad. La tasa de crecimiento de la población en 2001 era del 3,2 %. En 2008 tenía una población de 35 700 habitantes, que creció en 2011 hasta los 38 575 habitantes, mientras que su población estimada para 2014 era de 40 200 habitantes. La población de Tayibe, una de las ciudades árabes más grandes y desarrolladas de Israel, está compuesta de unas 20 grandes familias, todas ellas musulmanas. 

## Política

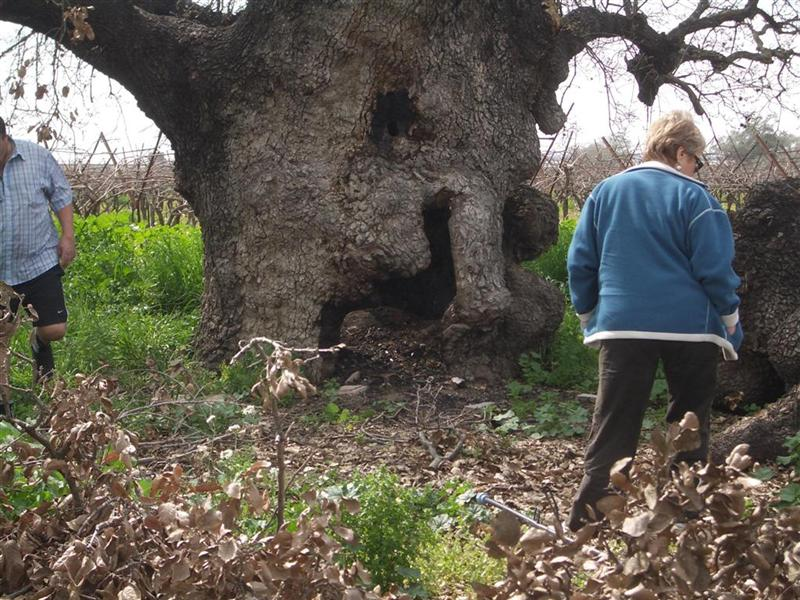
Roble de Tayibe

La composición étnica casi absolutamente árabe de Tayibe influye notablemente en sus elecciones políticas, con una clara tendencia del voto hacia los partidos árabe-israelíes. En las elecciones de 2013, la Lista Árabe Unida consiguió el 56,58 % de los votos, seguida del partido árabe comunista Jadash, con un 22,28 %. De un total de 13 950 votos emitidos, tan solo 22 personas votaron por el Likud y 19 por La Casa Judía. En las elecciones de 2015, la alta participación del electorado (un 74 % de los votantes censados acudieron a las urnas) y la unión de cuatro partidos árabes en una sola candidatura denominada Lista Conjunta le dio a este partido el 95,6 % de los votos de Tayibe, seguida por Meretz con un 1,7 %, Unión Sionista con un 0,9 % y Likud con un 0,3 %. El resto de partidos obtuvieron un porcentaje de votos igual o menor del 0,1 %.  

## Lugares de interés
En Tayibe se encuentra un antiguo roble que ha sido declarado el más grande de Israel, con un tronco cuya circunferencia mide 690 centímetros. Según una leyenda local, hay un ángel que protege al árbol y que venga cualquier daño que se le haga. Se dice que tiene 1400 años de antigüedad, algo que no se ha demostrado científicamente.
El 24 de octubre de 2012 abrió sus puertas el Centro Espacial de Tayibe, que está dedicado a la memoria del astronauta israelí Ilan Ramon.

## Planificación urbana
Los habitantes de Tayibe han protestado en reiteradas ocasiones por las dificultades a la hora de construir nuevas viviendas y por las demoliciones de aquellas que se construyen sin permiso. El 11 de enero de 2017 se inició una huelga general en las localidades árabes de Israel como protesta por la demolición de nueve casas en la ciudad vecina de Qalansawe. El alcalde de Tayibe, Shuaa Masarwa Mansur, llamó a los habitantes de Tayibe a sumarse a la huelga declarandoː "Es hora de que nuestra voz llegue al gobierno israelí. Debe regular el plan delineado para permitir construir a las familias". Un año antes, el 24 de enero de 2016, ya habían tenido lugar una serie de disturbios en Tayibe con motivo de la orden de demolición de un edificio en la localidad.

## Educación y cultura

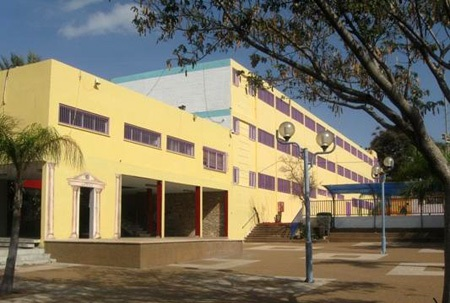
Instituto Amal, en Tayibe

En 2001 había 13 escuelas con un total de 6970 alumnos: 9 escuelas de primaria con 3984 alumnos y 4 institutos de secundaria con 2986 alumnos. 
Desde 2006 se ha desarrollado en Tayibe un proyecto de potenciación educativa para reducir la tasa de abandono escolar de los estudiantes beduinos. Estos alumnos reciben ayuda extra en árabe, hebreo, inglés y matemáticas, así como talleres especiales de enriquecimiento en comunicación e interacción. El éxito de este proyecto ha hecho que se decida expandirlo a la ciudad de Qalansawe y a otras aldeas árabes de la zona.
La organización Mujeres de Tayibe contra la Violencia se creó para luchar contra la violencia en la comunidad. La organización ofrece seminarios y talleres que aumentan el conocimiento de las mujeres sobre sus propios derechos, a la vez que les ayuda a encontrar trabajo. 

## Deportes
El Hapoel Tayibe fue el primer equipo árabe-israelí en jugar en la Premier League israelí, durante la temporada 1996-97. Sin embargo, tras contar con tres entrenadores y 36 jugadores durante la temporada, el equipo acabó la temporada con tan solo 15 puntos y volvió a descender para acabar desapareciendo. Un jugador del equipo, el delantero Wahib Jabara, murió de un paro cardíaco durante un partido contra Bnei Yehuda en abril de 2017.

## Habitantes importantes
- Senan Abdelqader, arquitecto.[24]
- Hussniya Jabara, diputada de Meretz.[25]
- Kais Nashef, actor.
- Mahmud a-Nashaf, exdiputado.[26]
- Ahmad Tibi, diputado de la Lista Conjunta[27]
- Walid Haj Yahia, diputado de Meretz.